# Trofeo Playa de Palma-Palma 2015
La 24e édition du Trofeo Playa de Palma-Palma a eu lieu le 1er février 2015. La course fait partie du calendrier UCI Europe Tour 2015 en catégorie 1.1.
Elle a été remportée lors d'un sprint massif par l'Italien Matteo Pelucchi (IAM) qui s'impose respectivement devant l'Allemand André Greipel (Lotto-Soudal) et le Britannique Ben Swift (Sky).
L'Espagnol Unai Intziarte (Murias Taldea) remporte les classements de la montagne, des sprints spéciaux et du combiné alors que le Norvégien Henrik Evensen (Frøy Oslo) s’adjuge le classement des Metas Volantes. L'Espagnol Lluís Mas (Caja Rural-Seguros RGA) termine meilleur coureur baléare tandis que la formation américaine Cannondale-Garmin gagne le classement par équipes.

## Présentation

### Parcours

Parcours de la course
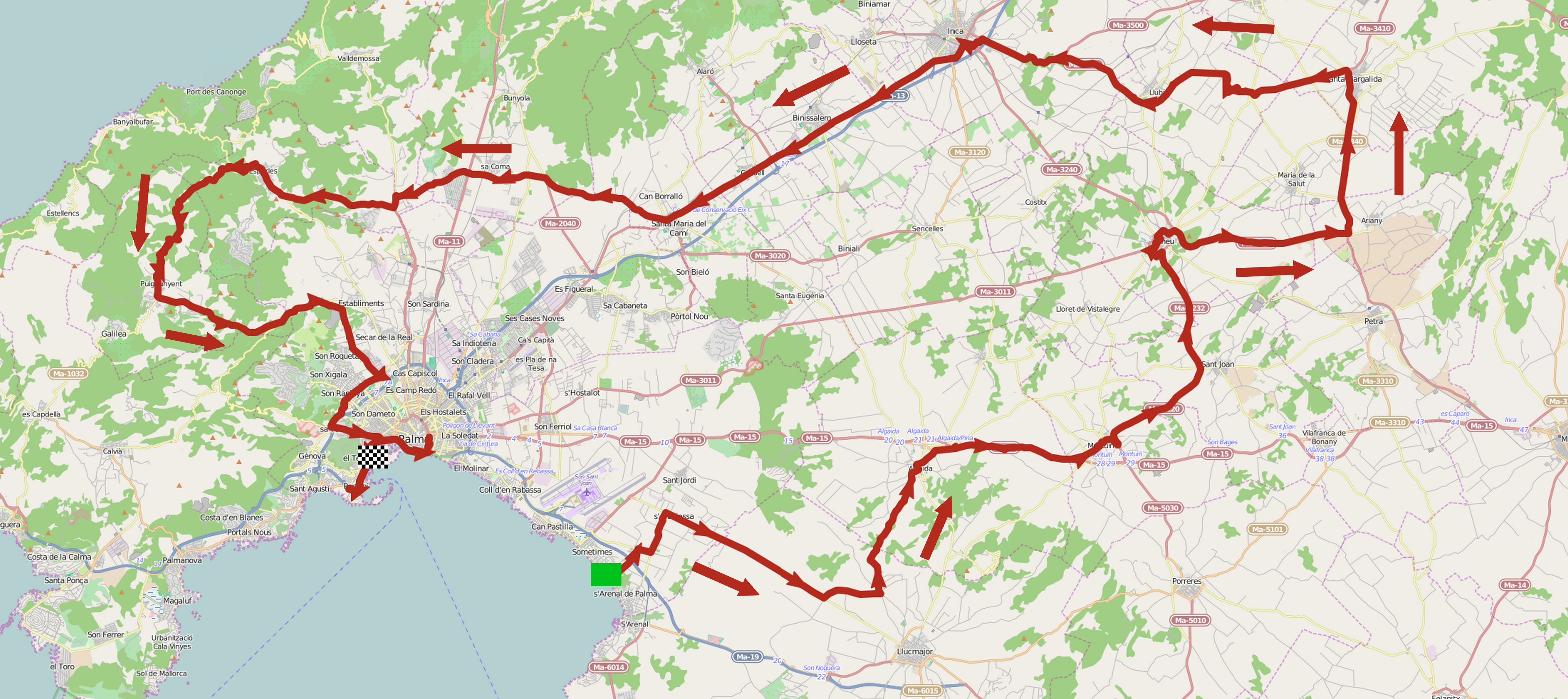
Trofeo Playa de Palma-Palma 2015.
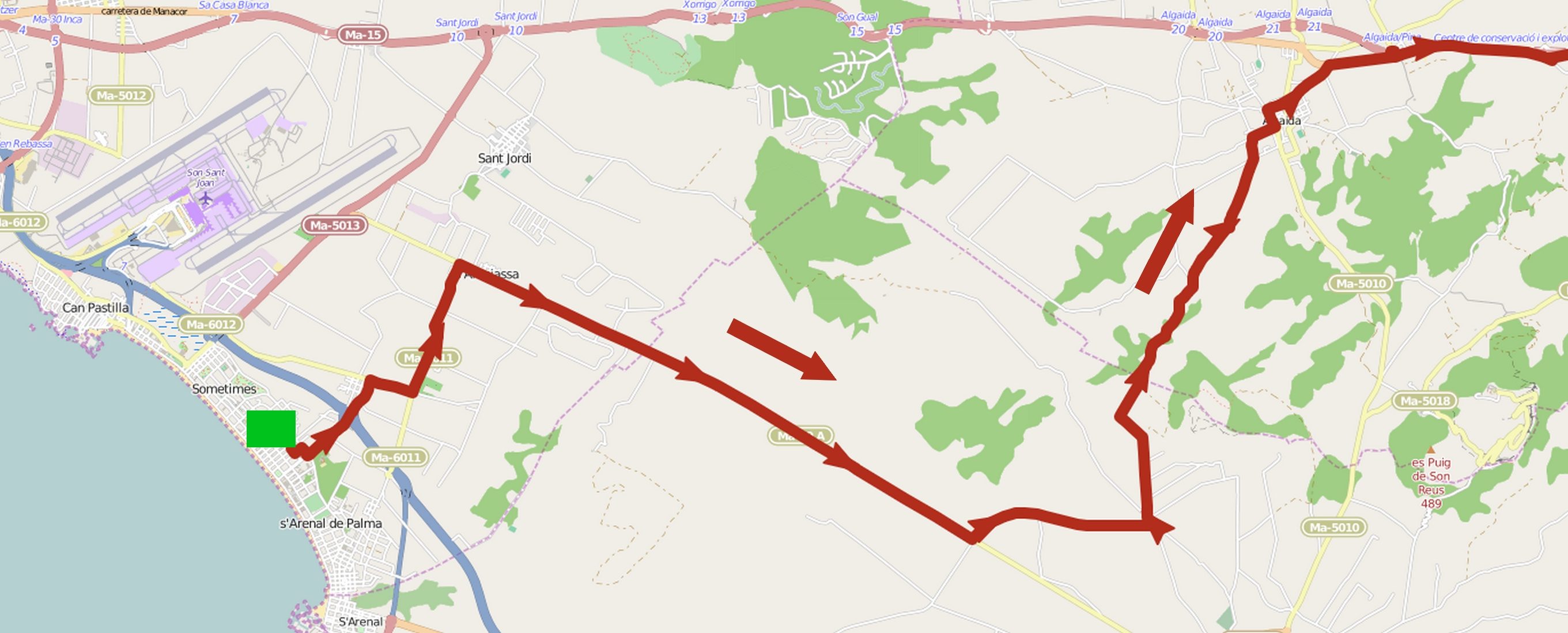
Trofeo Playa de Palma-Palma 2015, premiers kilomètres.
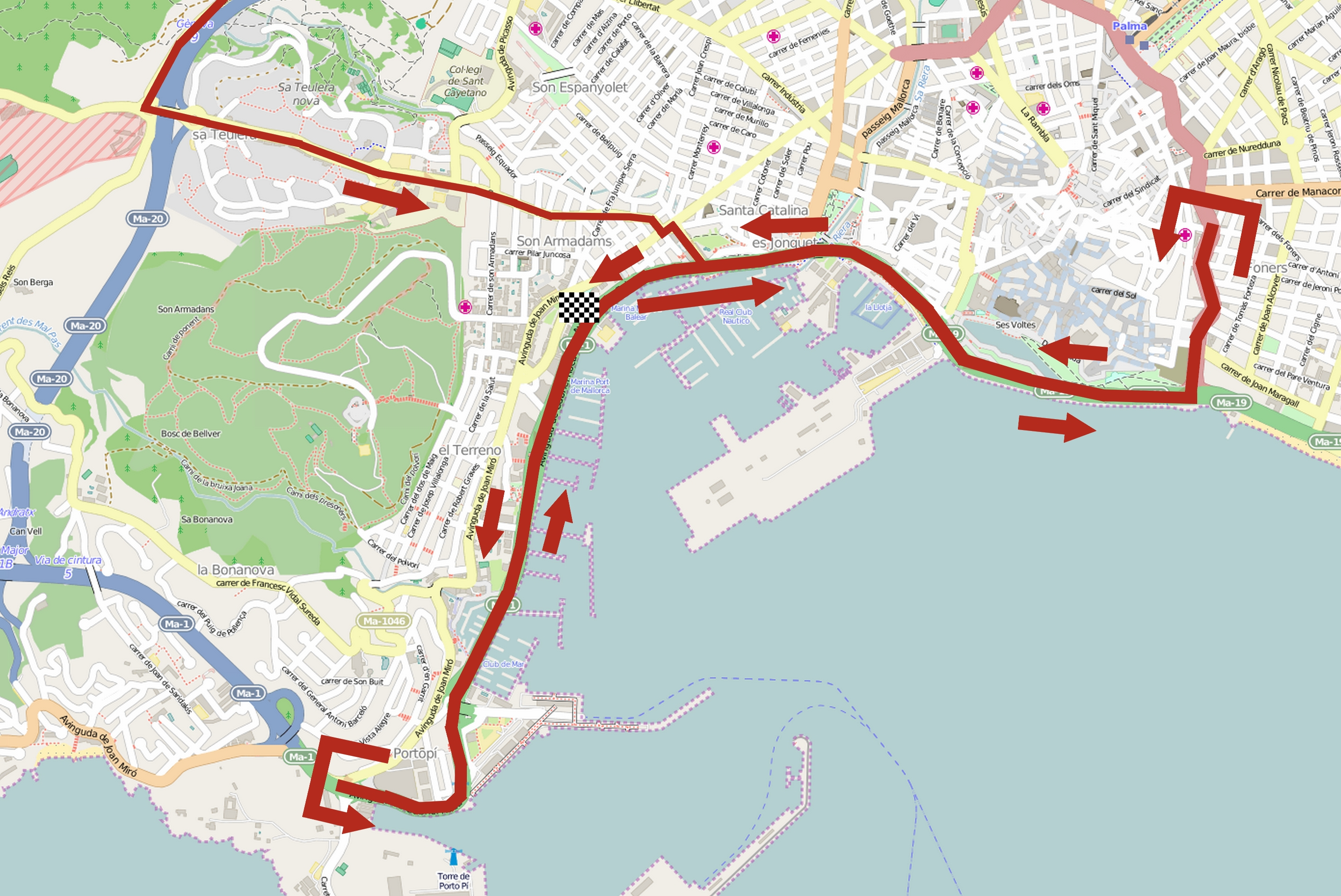
Trofeo Playa de Palma-Palma 2015, derniers kilomètres.

### Équipes
Classé en catégorie 1.1 de l'UCI Europe Tour, le Trofeo Playa de Palma-Palma est par conséquent ouvert aux WorldTeams dans la limite de 50 % des équipes participantes, aux équipes continentales professionnelles, aux équipes continentales et aux équipes nationales.
Vingt-deux équipes participent à ce Trofeo Playa de Palma-Palma - six WorldTeams, huit équipes continentales professionnelles, cinq équipes continentales et trois équipes nationales :
| UCI WorldTeams      | UCI WorldTeams | UCI WorldTeams |
| Nom de l'équipe     | Pays           | Code           |
| ------------------- | -------------- | -------------- |
| Cannondale-Garmin   | États-Unis     | TCG            |
| IAM                 | Suisse         | IAM            |
| Lotto-Soudal        | Belgique       | LTS            |
| Movistar            | Espagne        | MOV            |
| Sky                 | Royaume-Uni    | SKY            |
| Trek Factory Racing | États-Unis     | TFR            |

| Équipes continentales professionnelles | Équipes continentales professionnelles | Équipes continentales professionnelles |
| Nom de l'équipe                        | Pays                                   | Code                                   |
| -------------------------------------- | -------------------------------------- | -------------------------------------- |
| Bora-Argon 18                          | Allemagne                              | BOA                                    |
| Caja Rural-Seguros RGA                 | Espagne                                | CJR                                    |
| CCC Sprandi Polkowice                  | Pologne                                | CCC                                    |
| Cofidis                                | France                                 | COF                                    |
| Cult Energy                            | Danemark                               | CLT                                    |
| Europcar                               | France                                 | EUC                                    |
| MTN-Qhubeka                            | Afrique du Sud                         | MTN                                    |
| Roompot                                | Pays-Bas                               | ROO                                    |

| Équipes continentales | Équipes continentales | Équipes continentales |
| Nom de l'équipe       | Pays                  | Code                  |
| --------------------- | --------------------- | --------------------- |
| ActiveJet             | Pologne               | AJT                   |
| Burgos BH             | Espagne               | BUR                   |
| Frøy Oslo             | Norvège               | FRB                   |
| Murias Taldea         | Espagne               | MUR                   |
| Roth-Škoda            | Suisse                | ROT                   |

| Équipes nationales              | Équipes nationales | Équipes nationales |
| Nom de l'équipe                 | Pays               | Code               |
| ------------------------------- | ------------------ | ------------------ |
| Équipe nationale d'Espagne      | Espagne            | ESP                |
| Équipe nationale du Royaume-Uni | Royaume-Uni        | GBR                |
| Équipe nationale de Russie      | Russie             | RUS                |

## Récit de la course
Matteo Pelucchi remporte la course.

## Classements

### Classement final
| Classement final | Classement final  | Classement final | Classement final    | Classement final  |
|                  | Coureur           | Pays             | Équipe              | Temps             |
| ---------------- | ----------------- | ---------------- | ------------------- | ----------------- |
| 1er              | Matteo Pelucchi   | Italie           | IAM                 | en 4 h 6 min 17 s |
| 2e               | André Greipel     | Allemagne        | Lotto-Soudal        | m.t               |
| 3e               | Ben Swift         | Royaume-Uni      | Sky                 | m.t               |
| 4e               | Sam Bennett       | Irlande          | Bora-Argon 18       | m.t               |
| 5e               | Bryan Coquard     | France           | Europcar            | m.t               |
| 6e               | Raymond Kreder    | Pays-Bas         | Roompot             | m.t               |
| 7e               | Fabian Cancellara | Suisse           | Trek Factory Racing | m.t               |
| 8e               | Russell Downing   | Royaume-Uni      | Cult Energy         | m.t               |
| 9e               | Dylan Page        | Suisse           | Roth-Škoda          | m.t               |
| 10e              | Kristian Sbaragli | Italie           | MTN-Qhubeka         | m.t               |
| modifier         |                   |                  |                     |                   |

### Classements annexes
| Classement par équipes | Classement par équipes | Classement par équipes | Classement par équipes |
|                        | Équipe                 | Pays                   | Temps                  |
| ---------------------- | ---------------------- | ---------------------- | ---------------------- |
| 1re                    | Cannondale-Garmin      | États-Unis             | en 12 h 18 min 56 s    |
| 2e                     | MTN-Qhubeka            | Afrique du Sud         | + 10 s                 |
| 3e                     | Roompot                | Pays-Bas               | + 25 s                 |
| modifier               |                        |                        |                        |

| Classement de la montagne | Classement de la montagne | Classement de la montagne | Classement de la montagne  | Classement de la montagne |
| ------------------------- | ------------------------- | ------------------------- | -------------------------- | ------------------------- |
|                           | Coureur                   | Pays                      | Équipe                     | Point(s)                  |
| 1er                       | Unai Intziarte            | Espagne                   | Murias Taldea              | 6 points                  |
| 2e                        | Illart Zuazubiskar        | Espagne                   | Équipe nationale d'Espagne | 4 pts                     |
| 3e                        | Darío Hernández           | Espagne                   | Burgos BH                  | 2 pts                     |
| modifier                  |                           |                           |                            |                           |

| Classement des Metas Volantes | Classement des Metas Volantes | Classement des Metas Volantes | Classement des Metas Volantes | Classement des Metas Volantes |
| ----------------------------- | ----------------------------- | ----------------------------- | ----------------------------- | ----------------------------- |
|                               | Coureur                       | Pays                          | Équipe                        | Point(s)                      |
| 1er                           | Henrik Evensen                | Norvège                       | Frøy Oslo                     | 3 points                      |
| 2e                            | Darío Hernández               | Espagne                       | Burgos BH                     | 3 pts                         |
| 3e                            | Illart Zuazubiskar            | Espagne                       | Équipe nationale d'Espagne    | 2 pts                         |
| modifier                      |                               |                               |                               |                               |

| Classement des sprints spéciaux | Classement des sprints spéciaux | Classement des sprints spéciaux | Classement des sprints spéciaux | Classement des sprints spéciaux |
| ------------------------------- | ------------------------------- | ------------------------------- | ------------------------------- | ------------------------------- |
|                                 | Coureur                         | Pays                            | Équipe                          | Point(s)                        |
| 1er                             | Unai Intziarte                  | Espagne                         | Murias Taldea                   | 5 points                        |
| 2e                              | Illart Zuazubiskar              | Espagne                         | Équipe nationale d'Espagne      | 5 pts                           |
| 3e                              | Darío Hernández                 | Espagne                         | Burgos BH                       | 1 pt                            |
| modifier                        |                                 |                                 |                                 |                                 |

| Classement du combiné | Classement du combiné | Classement du combiné | Classement du combiné      | Classement du combiné |
| --------------------- | --------------------- | --------------------- | -------------------------- | --------------------- |
|                       | Coureur               | Pays                  | Équipe                     | Point(s)              |
| 1er                   | Unai Intziarte        | Espagne               | Murias Taldea              | 46 points             |
| 2e                    | Illart Zuazubiskar    | Espagne               | Équipe nationale d'Espagne | 47 pts                |
| 3e                    | Darío Hernández       | Espagne               | Burgos BH                  | 8 pts                 |
| modifier              |                       |                       |                            |                       |

| Classement du meilleur coureur baléare | Classement du meilleur coureur baléare | Classement du meilleur coureur baléare | Classement du meilleur coureur baléare | Classement du meilleur coureur baléare |
|                                        | Coureur                                | Pays                                   | Équipe                                 | Temps                                  |
| -------------------------------------- | -------------------------------------- | -------------------------------------- | -------------------------------------- | -------------------------------------- |
| 1er                                    | Lluís Mas                              | Espagne                                | Caja Rural-Seguros RGA                 | en 4 h 6 min 22 s                      |
| 2e                                     | Marc Buades                            | Espagne                                | Équipe nationale d'Espagne             | + 43 s                                 |
| modifier                               |                                        |                                        |                                        |                                        |

### UCI Europe Tour
Ce Trofeo Playa de Palma-Palma attribue des points pour l'UCI Europe Tour 2015, par équipes seulement aux coureurs des équipes continentales professionnelles et continentales, individuellement à tous les coureurs sauf ceux faisant partie d'une équipe ayant un label WorldTeam.
| Position,          | 1er | 2e | 3e | 4e | 5e | 6e | 7e | 8e | 9e | 10e | 11e | 12e |
| Classement général | 80  | 56 | 32 | 24 | 20 | 16 | 12 | 8  | 7  | 6   | 5   | 3   |

Ainsi, Sam Bennett (4e) remporte vingt-quatre points, Bryan Coquard (5e) vingt points, Raymond Kreder (6e) seize points, Russell Downing (8e) huit points, Dylan Page (9e) sept points, Kristian Sbaragli (10e) six points, et Francesco Lasca (12e) trois points. Matteo Pelucchi (1er), André Greipel (2e), Ben Swift (3e), Fabian Cancellara (7e) et Ramūnas Navardauskas (11e) ne remportent pas de points car ils font partie d'équipes WorldTeams.

## Liste des participants
- Liste de départ complète

| Légende | Légende                                                                    | Légende | Légende                                                    |
| ------- | -------------------------------------------------------------------------- | ------- | ---------------------------------------------------------- |
| Num     | Dossard de départ porté par le coureur sur ce Trofeo Playa de Palma-Palma  | Pos     | Position à l'arrivée de la course                          |
|         | Indique un maillot de champion national ou mondial, suivi de sa spécialité | NP      | Indique un coureur qui n'a pas pris le départ de la course |
| AB      | Indique un coureur qui n'a pas terminé la course                           | HD      | Indique un coureur qui a terminé la course hors des délais |

| Movistar MOV                                   | Movistar MOV               | Movistar MOV |
| ---------------------------------------------- | -------------------------- | ------------ |
| Num                                            | Coureur                    | Pos          |
| 2                                              | José Joaquín Rojas (ESP)   | 13e          |
| 3                                              | Francisco Ventoso (ESP)    | 25e          |
| 4                                              | Jonathan Castroviejo (ESP) | AB           |
| 5                                              | Imanol Erviti (ESP)        | AB           |
| 7                                              | John Gadret (FRA)          | AB           |
| 9                                              | Beñat Intxausti (ESP)      | 101e         |
| 10                                             | Ion Izagirre (ESP) (Route) | 117e         |
| 11                                             | Javier Moreno (ESP)        | 88e          |
| Directeur sportif : José Vicente García Acosta |                            |              |

| Sky SKY                           | Sky SKY                   | Sky SKY |
| --------------------------------- | ------------------------- | ------- |
| Num                               | Coureur                   | Pos     |
| 17                                | Bernhard Eisel (AUT)      | 61e     |
| 18                                | Andrew Fenn (GBR)         | 42e     |
| 19                                | Vasil Kiryienka (BLR)     | 60e     |
| 20                                | Christian Knees (GER)     | 59e     |
| 23                                | Danny Pate (USA)          | 103e    |
| 25                                | Kanstantsin Siutsou (BLR) | 81e     |
| 26                                | Ben Swift (GBR)           | 3e      |
| 27                                | Elia Viviani (ITA)        | 41e     |
| Directeur sportif : Gabriel Rasch |                           |         |

| Lotto-Soudal LTS                | Lotto-Soudal LTS               | Lotto-Soudal LTS |
| ------------------------------- | ------------------------------ | ---------------- |
| Num                             | Coureur                        | Pos              |
| 30                              | André Greipel (GER) (Route)    | 2e               |
| 31                              | Tiesj Benoot (BEL)             | 50e              |
| 33                              | Stig Broeckx (BEL)             | 73e              |
| 34                              | Jens Debusschere (BEL) (Route) | 32e              |
| 35                              | Jürgen Roelandts (BEL)         | 17e              |
| 36                              | Marcel Sieberg (GER)           | 40e              |
| 38                              | Jelle Vanendert (BEL)          | 109e             |
| 40                              | Tim Wellens (BEL)              | 110e             |
| Directeur sportif : Bart Leysen |                                |                  |

| IAM                                    | IAM                       | IAM  |
| -------------------------------------- | ------------------------- | ---- |
| Num                                    | Coureur                   | Pos  |
| 47                                     | Mathias Frank (SUI)       | 106e |
| 49                                     | Sondre Holst Enger (NOR)  | 20e  |
| 50                                     | Pirmin Lang (SUI)         | 38e  |
| 51                                     | Simon Pellaud (SUI)       | 44e  |
| 52                                     | Matteo Pelucchi (ITA)     | 1er  |
| 53                                     | Roger Kluge (GER)         | AB   |
| 54                                     | Aleksejs Saramotins (LAT) | 121e |
| 55                                     | Patrick Schelling (SUI)   | 107e |
| Directeur sportif : Rubens Bertogliati |                           |      |

| Cannondale-Garmin TCG            | Cannondale-Garmin TCG      | Cannondale-Garmin TCG |
| -------------------------------- | -------------------------- | --------------------- |
| Num                              | Coureur                    | Pos                   |
| 60                               | Alberto Bettiol (ITA)      | 70e                   |
| 62                               | Davide Formolo (ITA)       | 77e                   |
| 65                               | Alan Marangoni (ITA)       | 69e                   |
| 66                               | Matej Mohorič (SLO)        | AB                    |
| 67                               | Ramūnas Navardauskas (LTU) | 11e                   |
| 68                               | Kristoffer Skjerping (NOR) | 113e                  |
| 69                               | Dylan van Baarle (NED)     | 120e                  |
| 70                               | Ruben Zepuntke (GER)       | 15e                   |
| Directeur sportif : Johnny Weltz |                            |                       |

| Trek Factory Racing TFR           | Trek Factory Racing TFR | Trek Factory Racing TFR |
| --------------------------------- | ----------------------- | ----------------------- |
| Num                               | Coureur                 | Pos                     |
| 72                                | Fabian Cancellara (SUI) | 7e                      |
| 74                                | Haimar Zubeldia (ESP)   | 86e                     |
| 75                                | Fumiyuki Beppu (JPN)    | 23e                     |
| 77                                | Marco Coledan (ITA)     | 63e                     |
| 78                                | Fabio Felline (ITA)     | 85e                     |
| 80                                | Bauke Mollema (NED)     | 54e                     |
| 81                                | Giacomo Nizzolo (ITA)   | AB                      |
| 84                                | Fábio Silvestre (POR)   | NP                      |
| Directeur sportif : Adriano Baffi |                         |                         |

| Europcar EUC                        | Europcar EUC           | Europcar EUC |
| ----------------------------------- | ---------------------- | ------------ |
| Num                                 | Coureur                | Pos          |
| 88                                  | Bryan Coquard (FRA)    | 5e           |
| 91                                  | Tony Hurel (FRA)       | AB           |
| 92                                  | Vincent Jérôme (FRA)   | 90e          |
| 93                                  | Morgan Lamoisson (FRA) | AB           |
| 95                                  | Maxime Méderel (FRA)   | 89e          |
| 96                                  | Julien Morice (FRA)    | 58e          |
| 97                                  | Perrig Quéméneur (FRA) | AB           |
| 98                                  | Angélo Tulik (FRA)     | AB           |
| Directeur sportif : Andy Flickinger |                        |              |

| Cofidis COF                       | Cofidis COF          | Cofidis COF |
| --------------------------------- | -------------------- | ----------- |
| Num                               | Coureur              | Pos         |
| 100                               | Nacer Bouhanni (FRA) | 16e         |
| 101                               | Yoann Bagot (FRA)    | AB          |
| 102                               | Loïc Chetout (FRA)   | AB          |
| 103                               | Nicolas Edet (FRA)   | AB          |
| 105                               | Louis Verhelst (BEL) | AB          |
| 110                               | Romain Hardy (FRA)   | 82e         |
| 111                               | Adrien Petit (FRA)   | 83e         |
| -                                 |                      |             |
| Directeur sportif : Stéphane Augé |                      |             |

| Roompot ROO                              | Roompot ROO              | Roompot ROO |
| ---------------------------------------- | ------------------------ | ----------- |
| Num                                      | Coureur                  | Pos         |
| 114                                      | Marc de Maar (NED)       | 53e         |
| 115                                      | Raymond Kreder (NED)     | 6e          |
| 116                                      | Reinier Honig (NED)      | AB          |
| 118                                      | Maurits Lammertink (NED) | 45e         |
| 120                                      | Berden de Vries (NED)    | 31e         |
| 121                                      | Jesper Asselman (NED)    | 39e         |
| 122                                      | Etienne van Empel (NED)  | AB          |
| 123                                      | Mike Terpstra (NED)      | 87e         |
| Directeur sportif : Jean-Paul van Poppel |                          |             |

| Caja Rural-Seguros RGA CJR                | Caja Rural-Seguros RGA CJR | Caja Rural-Seguros RGA CJR |
| ----------------------------------------- | -------------------------- | -------------------------- |
| Num                                       | Coureur                    | Pos                        |
| 125                                       | Lluís Mas (ESP)            | 19e                        |
| 126                                       | David Arroyo (ESP)         | 96e                        |
| 128                                       | Francesco Lasca (ITA)      | 12e                        |
| 129                                       | José Gonçalves (POR)       | 33e                        |
| 130                                       | Ricardo Vilela (POR)       | 124e                       |
| 131                                       | Eduard Prades (ESP)        | AB                         |
| 133                                       | Antonio Molina (ESP)       | 111e                       |
| 134                                       | Hugh Carthy (GBR)          | 104e                       |
| Directeur sportif : José Miguel Fernández |                            |                            |

| Bora-Argon 18 BOA                    | Bora-Argon 18 BOA         | Bora-Argon 18 BOA |
| ------------------------------------ | ------------------------- | ----------------- |
| Num                                  | Coureur                   | Pos               |
| 140                                  | Shane Archbold (NZL)      | 62e               |
| 141                                  | Phil Bauhaus (GER)        | 97e               |
| 143                                  | Sam Bennett (IRL)         | 4e                |
| 145                                  | Zakkari Dempster (AUS)    | 48e               |
| 147                                  | Ralf Matzka (GER)         | 49e               |
| 150                                  | Andreas Schillinger (GER) | 84e               |
| 151                                  | Daniel Schorn (AUT)       | 43e               |
| 152                                  | Michael Schwarzmann (GER) | 47e               |
| Directeur sportif : Enrico Poitschke |                           |                   |

| CCC Sprandi Polkowice CCC         | CCC Sprandi Polkowice CCC    | CCC Sprandi Polkowice CCC |
| --------------------------------- | ---------------------------- | ------------------------- |
| Num                               | Coureur                      | Pos                       |
| 158                               | Grega Bole (SLO)             | 94e                       |
| 161                               | Eryk Latoń (POL)             | 55e                       |
| 162                               | Maciej Paterski (POL)        | 29e                       |
| 165                               | Adrian Kurek (POL)           | 74e                       |
| 166                               | Jarosław Marycz (POL)        | AB                        |
| 170                               | Grzegorz Stępniak (POL)      | 14e                       |
| 171                               | Christian Delle Stelle (ITA) | 46e                       |
| 177                               | Josef Černý (CZE)            | 70e                       |
| Directeur sportif : Piotr Wadecki |                              |                           |

| MTN-Qhubeka MTN                    | MTN-Qhubeka MTN            | MTN-Qhubeka MTN |
| ---------------------------------- | -------------------------- | --------------- |
| Num                                | Coureur                    | Pos             |
| 178                                | Daniel Teklehaimanot (ERI) | 34e             |
| 179                                | Theo Bos (NED)             | AB              |
| 180                                | Gerald Ciolek (GER)        | 91e             |
| 184                                | Youcef Reguigui (ALG)      | 35e             |
| 185                                | Kristian Sbaragli (ITA)    | 10e             |
| 189                                | Jacobus Venter (RSA)       | 28e             |
| 190                                | Natnael Berhane (ERI)      | 72e             |
| 191                                | Steve Cummings (GBR)       | AB              |
| Directeur sportif : Alex Sans Vega |                            |                 |

| Cult Energy CLT                    | Cult Energy CLT                 | Cult Energy CLT |
| ---------------------------------- | ------------------------------- | --------------- |
| Num                                | Coureur                         | Pos             |
| 195                                | Linus Gerdemann (GER)           | 51e             |
| 196                                | Fabian Wegmann (GER)            | 102e            |
| 197                                | Russell Downing (GBR)           | 8e              |
| 201                                | Martin Mortensen (DEN)          | 105e            |
| 202                                | Michael Reihs (DEN)             | 80e             |
| 203                                | Troels Vinther (DEN)            | 52e             |
| 204                                | Joël Zangerlé (LUX)             | 37e             |
| 210                                | Michael Carbel Svendgaard (DEN) | AB              |
| Directeur sportif : Michael Skelde |                                 |                 |

| Roth-Škoda ROT                       | Roth-Škoda ROT          | Roth-Škoda ROT |
| ------------------------------------ | ----------------------- | -------------- |
| Num                                  | Coureur                 | Pos            |
| 214                                  | Michael Bresciani (ITA) | 108e           |
| 216                                  | Alberto Cecchin (ITA)   | 118e           |
| 218                                  | Silvan Dieterich (SUI)  | AB             |
| 220                                  | Lukas Jaun (SUI)        | 22e            |
| 221                                  | Tristan Marguet (SUI)   | AB             |
| 222                                  | Gianluca Ocanha (SUI)   | 126e           |
| 223                                  | Dylan Page (SUI)        | 9e             |
| 227                                  | Giacomo Tomio (ITA)     | AB             |
| Directeur sportif : Mirco Lorenzetto |                         |                |

| ActiveJet AJT                     | ActiveJet AJT              | ActiveJet AJT |
| --------------------------------- | -------------------------- | ------------- |
| Num                               | Coureur                    | Pos           |
| 231                               | Mario González Salas (ESP) | 56e           |
| 232                               | Jesús Ezquerra (ESP)       | 114e          |
| 233                               | Łukasz Bodnar (POL)        | 115e          |
| 234                               | Michał Podlaski (POL)      | 116e          |
| 235                               | Konrad Dąbkowski (POL)     | AB            |
| 237                               | Paweł Franczak (POL)       | 26e           |
| 238                               | Paweł Bernas (POL)         | AB            |
| 239                               | Kamil Gradek (POL)         | 112e          |
| Directeur sportif : Piotr Kosmala |                            |               |

| Burgos BH BUR                     | Burgos BH BUR             | Burgos BH BUR |
| --------------------------------- | ------------------------- | ------------- |
| Num                               | Coureur                   | Pos           |
| 244                               | Juan Carlos Riutort (ESP) | AB            |
| 246                               | Darío Hernández (ESP)     | AB            |
| 247                               | Jesús del Pino (ESP)      | 123e          |
| 249                               | Unai Arranz (ESP)         | AB            |
| 250                               | Álvaro Robredo (ESP)      | AB            |
| 251                               | Ibai Salas (ESP)          | 122e          |
| 252                               | Igor Merino (ESP)         | 92e           |
| 253                               | Sebastián Mascaro (ESP)   | AB            |
| Directeur sportif : Diego Gallego |                           |               |

| Frøy Oslo FRB                          | Frøy Oslo FRB               | Frøy Oslo FRB |
| -------------------------------------- | --------------------------- | ------------- |
| Num                                    | Coureur                     | Pos           |
| 256                                    | Halvor Tandrevold (NOR)     | AB            |
| 257                                    | Henrik Evensen (NOR)        | 18e           |
| 258                                    | Jon Soeveras Breivold (NOR) | AB            |
| 259                                    | Kristian Forbord (NOR)      | 75e           |
| 260                                    | Henrik Steen Haugen (NOR)   | 36e           |
| 261                                    | Anders Kristoffersen (NOR)  | AB            |
| 262                                    | Nikolai Tefre (NOR)         | 71e           |
| 263                                    | Anders Røe (NOR)            | AB            |
| Directeur sportif : Carl Erik Pedersen |                             |               |

| Murias Taldea MUR                 | Murias Taldea MUR        | Murias Taldea MUR |
| --------------------------------- | ------------------------ | ----------------- |
| Num                               | Coureur                  | Pos               |
| 267                               | Garikoitz Bravo (ESP)    | 100e              |
| 268                               | Beñat Txoperena (ESP)    | AB                |
| 270                               | Jon Ander Insausti (ESP) | 93e               |
| 271                               | Aritz Bagües (ESP)       | 66e               |
| 272                               | Unai Intziarte (ESP)     | 64e               |
| 273                               | Mikel Bizkarra (ESP)     | 68e               |
| 274                               | Imanol Estévez (ESP)     | AB                |
| 275                               | Eneko Lizarralde (ESP)   | 125e              |
| Directeur sportif : Jon Odriozola |                          |                   |

| Équipe nationale du Royaume-Uni GBR | Équipe nationale du Royaume-Uni GBR | Équipe nationale du Royaume-Uni GBR |
| ----------------------------------- | ----------------------------------- | ----------------------------------- |
| Num                                 | Coureur                             | Pos                                 |
| 279                                 | Edward Clancy (GBR)                 | AB                                  |
| 281                                 | Andrew Tennant (GBR)                | 95e                                 |
| 282                                 | Owain Doull (GBR)                   | AB                                  |
| 283                                 | Jonathan Dibben (GBR)               | AB                                  |
| 284                                 | Mark Christian (GBR)                | AB                                  |
| 289                                 | Matthew Gibson (GBR)                | 24e                                 |
| 291                                 | Christopher Latham (GBR)            | 79e                                 |
| 294                                 | Oliver Wood (GBR)                   | AB                                  |
| Directeur sportif : Chris Newton    |                                     |                                     |

| Équipe nationale de Russie RUS    | Équipe nationale de Russie RUS | Équipe nationale de Russie RUS |
| --------------------------------- | ------------------------------ | ------------------------------ |
| Num                               | Coureur                        | Pos                            |
| 299                               | Alexander Serov (RUS)          | 78e                            |
| 300                               | Ivan Kovalev (RUS)             | AB                             |
| 301                               | Alexander Evtushenko (RUS)     | 76e                            |
| 302                               | Ievgueni Kovalev (RUS)         | NP                             |
| 303                               | Alexey Kurbatov (RUS)          | 30e                            |
| 304                               | Viktor Manakov (RUS)           | 21e                            |
| 305                               | Petr Ignatenko (RUS)           | AB                             |
| 309                               | Kirill Pozdnyakov (RUS)        | 98e                            |
| Directeur sportif : Alexei Markov |                                |                                |

| Équipe nationale d'Espagne ESP     | Équipe nationale d'Espagne ESP | Équipe nationale d'Espagne ESP |
| ---------------------------------- | ------------------------------ | ------------------------------ |
| Num                                | Coureur                        | Pos                            |
| 311                                | Marc Buades (ESP)              | 57e                            |
| 313                                | Ander Alonso (ESP)             | 99e                            |
| 315                                | Unai Elorriaga (ESP)           | AB                             |
| 317                                | Asier Maeztu (ESP)             | 67e                            |
| 319                                | Eloy Teruel (ESP)              | 119e                           |
| 320                                | Illart Zuazubiskar (ESP)       | 65e                            |
| 321                                | Albert Torres (ESP)            | AB                             |
| -                                  |                                |                                |
| Directeur sportif : Salvador Melià |                                |                                |